# Општина Аматлан де лос Рејес (Веракруз)
Аматлан де лос Рејес (шп. Amatlán de los Reyes) општина је у Мексику у савезној држави Веракруз. Општина се налази на надморској висини од 740 м.

## Становништво
Према подацима из 2010. у општини је живело 42268 становника.

### Хронологија
| Година       | 2000                  | 2005                  | 2010                  |
| ------------ | --------------------- | --------------------- | --------------------- |
| Становништво | 36823 (17854 / 18969) | 38287 (18314 / 19973) | 42268 (20591 / 21677) |

### Попис
| \| \| м \| \| \| ж \| \| 0—2 \| 1.108 \| \| \| 1.151 \| \| 3—5 \| 1.141 \| \| \| 1.139 \| \| 6—11 \| 2.369 \| \| \| 2.238 \| \| 12—14 \| 1.188 \| \| \| 1.142 \| \| 15—17 \| 1.202 \| \| \| 1.129 \| \| 18—24 \| 2.616 \| \| \| 2.790 \| \| 60+ \| 2.096 \| \| \| 2.421 \| \| Просек : \| 29,8 \| \| \| 30,8 \| |       |  |  |       |
| |       |  |  |       |
| | м     |  |  | ж     |
| 0—2 | 1.108 |  |  | 1.151 |
| 3—5 | 1.141 |  |  | 1.139 |
| 6—11 | 2.369 |  |  | 2.238 |
| 12—14 | 1.188 |  |  | 1.142 |
| 15—17 | 1.202 |  |  | 1.129 |
| 18—24 | 2.616 |  |  | 2.790 |
| 60+ | 2.096 |  |  | 2.421 |
| Просек : | 29,8  |  |  | 30,8  |

| #   | Индикатор                                                                                        | Вредност |
| --- | ------------------------------------------------------------------------------------------------ | -------- |
| 1   | Становништво од 0 до 2 године                                                                    | 2259     |
| 2   | Мушко становништво од 0 до 2 године                                                              | 1108     |
| 3   | Женско становништво од 0 до 2 године                                                             | 1151     |
| 4   | Становништво са 3 и више година                                                                  | 39988    |
| 5   | Мушко становништво са 3 и више година                                                            | 19474    |
| 6   | Женско становништво са 3 и више година                                                           | 20514    |
| 7   | Становништво са 5 и више година                                                                  | 38468    |
| 8   | Мушко становништво са 5 и више година                                                            | 18735    |
| 9   | Женско становништво са 5 и више година                                                           | 19733    |
| 10  | Становништво са 12 и више година                                                                 | 33101    |
| 11  | Мушко становништво са 12 и више година                                                           | 15964    |
| 12  | Женско становништво са 12 и више година                                                          | 17137    |
| 13  | Становништво са 15 и више година                                                                 | 30771    |
| 14  | Мушко становништво са 15 и више година                                                           | 14776    |
| 15  | Женско становништво са 15 и више година                                                          | 15995    |
| 16  | Становништво са 18 и више година                                                                 | 28440    |
| 17  | Мушко становништво са 18 и више година                                                           | 13574    |
| 18  | Женско становништво са 18 и више година                                                          | 14866    |
| 19  | Становништво од 3 до 5 година                                                                    | 2280     |
| 20  | Мушко становништво од 3 до 5 година                                                              | 1141     |
| 21  | Женско становништво од 3 до 5 година                                                             | 1139     |
| 22  | Становништво од 6 до 11 година                                                                   | 4607     |
| 23  | Мушко становништво од 6 до 11 година                                                             | 2369     |
| 24  | Женско становништво од 6 до 11 година                                                            | 2238     |
| 25  | Становништво од 8 до 14 година                                                                   | 5416     |
| 26  | Мушко становништво од 8 до 14 година                                                             | 2782     |
| 27  | Женско становништво од 8 до 14 година                                                            | 2634     |
| 28  | Становништво од 12 до 14 година                                                                  | 2330     |
| 29  | Мушко становништво од 12 до 14 година                                                            | 1188     |
| 30  | Женско становништво од 12 до 14 година                                                           | 1142     |
| 31  | Становништво од 15 до 17 година                                                                  | 2331     |
| 32  | Мушко становништво од 15 до 17 година                                                            | 1202     |
| 33  | Женско становништво од 15 до 17 година                                                           | 1129     |
| 34  | Становништво од 18 до 24 године                                                                  | 5406     |
| 35  | Мушко становништво од 18 до 24 године                                                            | 2616     |
| 36  | Женско становништво од 18 до 24 године                                                           | 2790     |
| 37  | Женско становништво од 15 до 49 година                                                           | 11786    |
| 38  | Становништво са 60 и више година                                                                 | 4517     |
| 39  | Мушко становништво са 60 и више година                                                           | 2096     |
| 40  | Женско становништво са 60 и више година                                                          | 2421     |
| 41  | Однос између мушкараца и жена                                                                    | 94.99    |
| 42  | Становништво од нуле до 14 година                                                                | 11476    |
| 43  | Становништво од 15 до 64 године                                                                  | 27569    |
| 44  | Становништво од 65 година и више                                                                 | 3202     |
| 45  | Просечан број деце                                                                               | 2.29     |
| 46  | Становништво рођено у ентитету                                                                   | 39796    |
| 47  | Мушко становништво рођено у ентитету                                                             | 19423    |
| 48  | Женско становништво рођено у ентитету                                                            | 20373    |
| 49  | Становништво рођено у другом ентитету                                                            | 2190     |
| 50  | Мушко становништво рођено у другом ентитету                                                      | 1027     |
| 51  | Женско становништво рођено у другом ентитету                                                     | 1163     |
| 52  | Становништво од 5 година и више резидентно у ентитету у јуну 2005. године                        | 36738    |
| 53  | Мушко становништво старосног доба од 5 година и више, резидентно у ентитету у јуну 2005. године  | 17632    |
| 54  | Женско становништво старосног доба од 5 и више година, резидентно у ентитету у јуну 2005. године | 19106    |
| 55  | Становништво од 5 година и више које је живело у другом ентитету у јуну 2005. године             | 810      |
| 56  | Мушко становништво старије од 5 година које је живело у другом ентитету у јуну 2005. године      | 425      |
| 57  | Женско становништво старије од 5 година које је живело у другом ентитету у јуну 2005. године     | 385      |
| 58  | Становништво од 3 године и више које говори аутохтони језик                                      | 717      |
| 59  | Мушко становништво старо 3 године и више које говори аутохтони језик                             | 378      |
| 60  | Женско становништво старо 3 године и више које говори аутохтони језик                            | 339      |
| 61  | Становништво од 3 године и више које говори аутохтони језик и не говори шпански језик            | 7        |
| 62  | Мушко становништво старо 3 године и више које говори аутохтони језик и не говори шпански         | 2        |
| 63  | Женско становништво старо 3 године и више које говори аутохтони језик и не говори шпански језик  | 5        |
| 64  | Становништво старо 3 године и више које говори аутохтони језик и шпански                         | 626      |
| 65  | Мушко становништво старо 3 године и више које говори аутохтони језик и шпански                   | 338      |
| 66  | Женско становништво старо 3 године и више које говори аутохтони језик и шпански                  | 288      |
| 67  | Становништво од 5 година и више које говори аутохтони језик                                      | 711      |
| 68  | Становништво од 5 година и више које говори аутохтони језик и не говори шпански језик            | 7        |
| 69  | Становништво од 5 година и више које говори аутохтони језик и говори шпански језик               | 624      |
| 70  | Становништво у домородачким домаћинствима                                                        | 1493     |
| 71  | Становништво са ограничењима у активностима                                                      | 2173     |
| 72  | Становништво са ограниченим ходањем или кретањем, горе или доле                                  | 1086     |
| 73  | Становници са ограничењима вида, чак и уз кориштење сочива                                       | 666      |
| 74  | Становништво са ограничењима говора, комуникације или конверзације                               | 218      |
| 75  | Становништво са ограниченим слухом                                                               | 252      |
| 76  | Становништво са ограничењима при одевању, купању или јелу                                        | 119      |
| 77  | Становништво са ограничењима у опажању или учењу једноставних ствари                             | 97       |
| 78  | Становништво са менталним ограничењима                                                           | 192      |
| 79  | Становништво без ограничења активности                                                           | 39782    |
| 80  | Становништво од 3 до 5 година које не похађа школу                                               | 1205     |
| 81  | Мушко становништво од 3 до 5 година које не похађа школу                                         | 582      |
| 82  | Женско становништво од 3 до 5 година које не похађа школу                                        | 623      |
| 83  | Становништво од 6 до 11 година које не похађа школу                                              | 156      |
| 84  | Мушко становништво од 6 до 11 година које не похађа школу                                        | 92       |
| 85  | Женско становништво од 6 до 11 година које не похађа школу                                       | 64       |
| 86  | Становништво од 12 до 14 година које не похађа школу                                             | 180      |
| 87  | Мушко становништво од 12 до 14 година које не похађа школу                                       | 104      |
| 88  | Женско становништво од 12 до 14 година које не похађа школу                                      | 76       |
| 89  | Становништво од 15 до 17 година похађа школу                                                     | 1570     |
| 90  | Мушко становништво од 15 до 17 година похађа школу                                               | 758      |
| 91  | Женско становништво између 15 и 17 година живота у школи                                         | 812      |
| 92  | Становништво од 18 до 24 године похађа школу                                                     | 1261     |
| 93  | Мушко становништво од 18 до 24 године похађа школу                                               | 611      |
| 94  | Женско становништво од 18 до 24 године похађа школу                                              | 650      |
| 95  | Становништво од 8 до 14 година које не може да чита и пише                                       | 256      |
| 96  | Мушко становништво старосног доба од 8 до 14 година које не може да чита и пише                  | 146      |
| 97  | Женско становништво старосног доби од 8 до 14 година које не може да чита и пише                 | 110      |
| 98  | Становништво од 15 година и више које је неписмено                                               | 2871     |
| 99  | Мушко становништво од 15 година и више које је неписмено                                         | 1170     |
| 100 | Женско становништво од 15 година и више које је неписмено                                        | 1701     |
| 101 | Становништво старо 15 и више година без школовања                                                | 3275     |
| 102 | Мушко становништво старо 15 и више година без школовања                                          | 1768     |
| 103 | Женско становништво старо 15 и више година без школовања                                         | 1507     |
| 104 | Становништво старосног доба 15 и више година са непотпуним основним образовањем                  | 6176     |
| 105 | Мушко становништво старосног доба од 15 година и више са непотпуном основним образовањем         | 2930     |
| 106 | Женско становништво старосног доба 15 и више година са непотпуном основним образовањем           | 3246     |
| 107 | Становништво старо 15 и више година са комплетним основним образовањем                           | 5629     |
| 108 | Мушко становништво старо 15 година и више са комплетним основним образовањем                     | 2676     |
| 109 | Женско становништво старо 15 и више година са комплетним основним образовањем                    | 2953     |
| 110 | Становништво старосног доба 15 и више година са непотпуним средњим образовањем                   | 1775     |
| 111 | Мушко становништво старосног доба од 15 година и више са непотпуним средњим образовањем          | 967      |
| 112 | Женско становништво старосног доба од 15 година и више са непотпуним средњим образовањем         | 808      |
| 113 | Становништво старо 15 и више година са пуним секундарном образовањем                             | 6017     |
| 114 | Мушко становништво старосног доба од 15 година и више са пуним секундарном образовањем           | 2795     |
| 115 | Женско становништво старосног доба од 15 година и више са пуним секундарном образовањем          | 3222     |
| 116 | Становништво старије од 18 година са постосновним образовањем                                    | 7093     |
| 117 | Мушко становништво старије од 18 година са постосновним образовањем                              | 3283     |
| 118 | Женско становништво старије од 18 година са постосновним образовањем                             | 3810     |
| 119 | Просечна оцена школовања                                                                         | 7.14     |
| 120 | Просечан ниво образовања мушке популације                                                        | 7        |
| 121 | Просечан ниво образовања женског становништва                                                    | 7.27     |
| 122 | Економски активно становништво                                                                   | 16574    |
| 123 | Економски активна мушка популација                                                               | 12065    |
| 124 | Економски активна женска популација                                                              | 4509     |
| 125 | Становништво које није економски активно                                                         | 16325    |
| 126 | Мушко становништво које није економски активно                                                   | 3774     |
| 127 | Женско становништво које није економски активно                                                  | 12551    |
| 128 | Запослено становништво                                                                           | 15946    |
| 129 | Запослено мушко становништво                                                                     | 11555    |
| 130 | Запослено женско становништво                                                                    | 4391     |
| 131 | Незапослена популација                                                                           | 628      |
| 132 | Незапослена мушка популација                                                                     | 510      |
| 133 | Незапослена женска популација                                                                    | 118      |
| 134 | Становништво без права на здравствене услуге                                                     | 14026    |
| 135 | Становништво које има право на здравствене услуге                                                | 28116    |
| 136 | Становништво које има право на ИМСС                                                              | 15373    |
| 137 | Становништво које има право на социјално осигурање                                               | 636      |
| 138 | Становништво које има право на државно социјално осигурање                                       | 46       |
| 139 | Становништво које има право на опште осигурање или здравствено осигурање за нову генерацију      | 11097    |
| 140 | Становништво које је било једном или није било у браку током 12 година и више                    | 11664    |
| 141 | Венчано или уједињено становништво од 12 година и више                                           | 18259    |
| 142 | Становништво које је било у браку или уједињено 12 година и више                                 | 3127     |
| 143 | Становништво са католичком религијом                                                             | 38191    |
| 144 | Протестанти, еванђелисти и библијски следбеници различити од еванђелиста                         | 2845     |
| 145 | Становништво са другим религијама различитим од претходних                                       | 2        |
| 146 | Становништво без религије                                                                        | 638      |
| 147 | Укупно пописаних домаћинства                                                                     | 10633    |
| 148 | Пописна домаћинства на челу са мушкарцима                                                        | 7738     |
| 149 | Пописна домаћинства на челу са женама                                                            | 2895     |
| 150 | Становништво у пописним домаћинствима                                                            | 41208    |
| 151 | Становништво у пописним домаћинствима на челу са мушкарцима                                      | 31305    |
| 152 | Становништво у пописним домаћинствима на челу са женама                                          | 9903     |
| 153 | Укупно домаћинстава                                                                              | 12609    |
| 154 | Укупно насељених домаћинстава                                                                    | 10636    |
| 155 | Укупно приватних кућа                                                                            | 12606    |
| 156 | Насељени приватни домови                                                                         | 10633    |
| 157 | Укупно насељених приватних кућа                                                                  | 10634    |
| 158 | Ненасељене приватне куће                                                                         | 1646     |
| 159 | Појединачна домаћинства за привремену употребу                                                   | 327      |
| 160 | Становници у насељеним приватним кућама                                                          | 41208    |
| 161 | Насељеност станара у приватним становима                                                         | 3.88     |
| 162 | Просечно становника по соби у приватним насељеним домаћинствима                                  | 1.16     |
| 163 | Појединачна домаћинства са подовима од различитих материјала од земље                            | 9051     |
| 164 | Појединачна домаћинства у приземљу                                                               | 1529     |
| 165 | Појединачна домаћинства са једном спаваћом собом                                                 | 4486     |
| 166 | Појединачна домаћинства са две спаваће собе и више                                               | 6125     |
| 167 | Појединачна домаћинства са једним собом                                                          | 1534     |
| 168 | Појединачна домаћинства са две собе                                                              | 1984     |
| 169 | Појединачна домаћинства са 3 собе и више                                                         | 7083     |
| 170 | Појединачна домаћинства која имају електрично светло                                             | 10341    |
| 171 | Појединачна домаћинства која немају електрично светло                                            | 270      |
| 172 | Појединачна домаћинства која имају водоводну воду у стамбеном простору                           | 7226     |
| 173 | Појединачна домаћинства која немају водоводну воду у стамбеном простору                          | 3361     |
| 174 | Појединачна домаћинства која имају тоалет                                                        | 10024    |
| 175 | Појединачна домаћинства која имају канализацију                                                  | 9628     |
| 176 | Појединачна домаћинства која немају канализацију                                                 | 945      |
| 177 | Појединачна домаћинства која имају електрично светло, довод воде из јавне мреже и канализацију   | 6706     |
| 178 | Појединачна домаћинства без икаквих услова                                                       | 322      |
| 179 | Појединачна домаћинства која имају радио                                                         | 8150     |
| 180 | Појединачна домаћинства која имају телевизор                                                     | 9786     |
| 181 | Појединачна домаћинства која имају фрижидер                                                      | 7866     |
| 182 | Појединачна домаћинства која имају машину за веш                                                 | 4797     |
| 183 | Појединачна домаћинства која имају аутомобил или комби                                           | 3034     |
| 184 | Појединачна домаћинства која имају рачунар                                                       | 1498     |
| 185 | Појединачна домаћинства која имају фиксну телефонску линију                                      | 2841     |
| 186 | Појединачна домаћинства која имају мобилни телефон                                               | 6140     |
| 187 | Појединачна домаћинства која имају приступ интернету                                             | 765      |